# Palazzo Ordelaffi
Il Palazzo Ordelaffi, noto anche come Palazzo comunale, è uno edificio di Bertinoro in provincia di Forlì-Cesena.

## Storia
Le fonti indicano nel 1306 l'anno di costruzione del palazzo eretto quale sede del potere civile per volontà di Pino degli Ordelaffi, dopo che quest'ultimo si fu impadronito della città cacciandone i guelfi. La casata degli Ordelaffi è famosa per aver mantenuto il potere nella signoria di Forlì tra la fine del XIII e gli inizi del XVI secolo, anche se con varie interruzioni.
Posto più in basso rispetto alla rocca, strappò ad essa il rango di centro del paese, tanto che la vita comunale si sviluppò più intorno al palazzo.
L'edificio è stato oggetto di un restauro negli anni trenta del Novecento a opera dell'architetto Cesare Bazzani, ma mantiene ancora intatto il suo fascino spiccatamente medievale, e per questo motivo è custode delle memorie storiche e civili della città di Bertinoro.

## Descrizione
Palazzo Ordelaffi è ubicato in piazza della Libertà, la piazza principale di Bertinoro. Presenta una merlatura ghibellina, risultato del restauro operato negli anni trenta del XX secolo.
Il palazzo, con la torre alta 40 metri, è dotato di diverse sale visitabili. Di particolare interesse: la prima, detta "del Popolo", in quanto qui soleva riunirsi la cittadinanza per prendere le decisioni sulla cosa pubblica; la Sala Magna, decorata da preziosi quadri e la Sala del fuoco, chiamata in questo modo dato il focolare originale che ancora domina la sala.
La Sala Nobile o Sala dei Quadri dal 1759 fu ornata con una serie di 6 tele commissionate ad Antonio Zambianchi per celebrare le più prestigiose memorie storiche municipali.

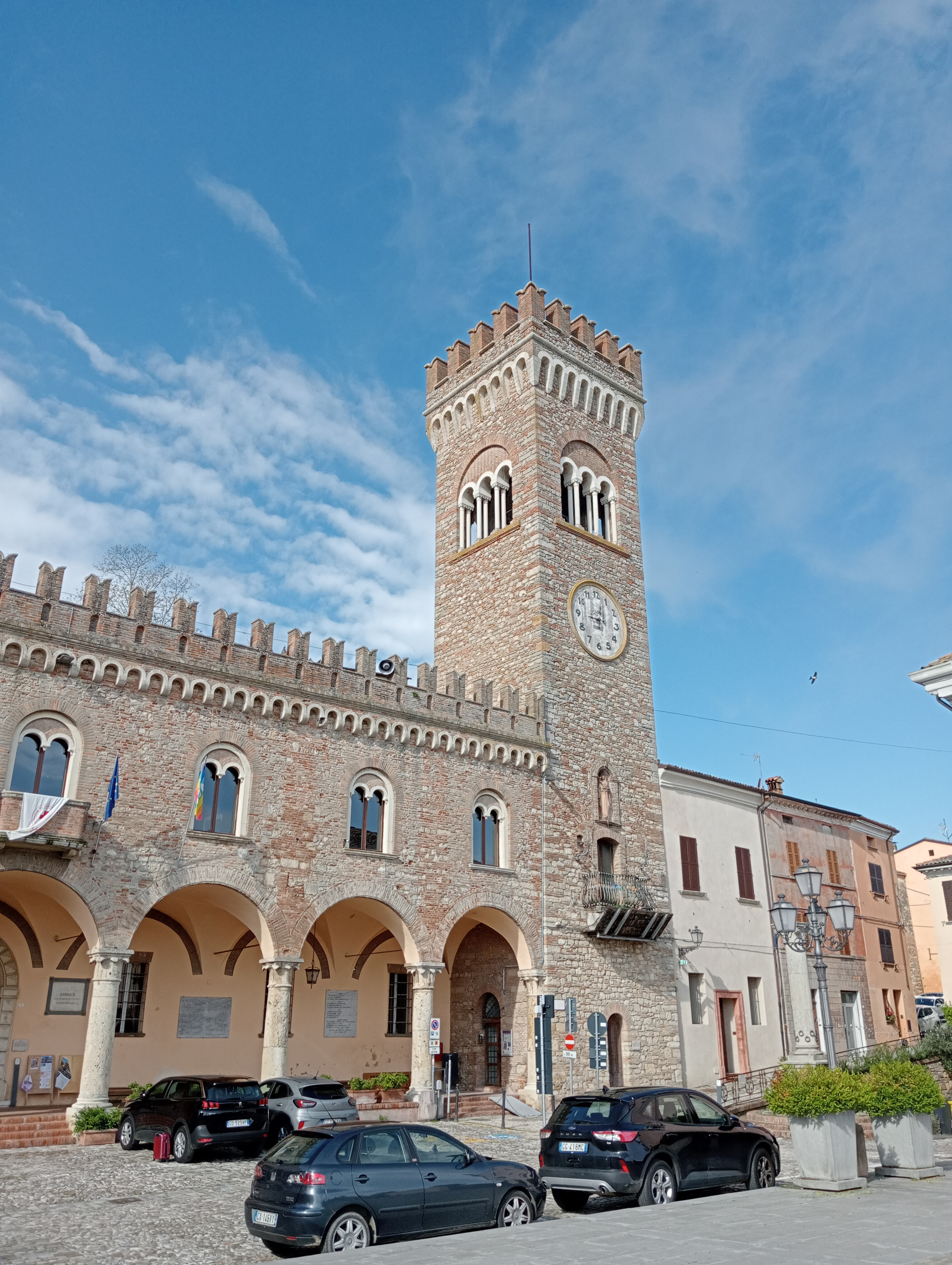
Il palazzo
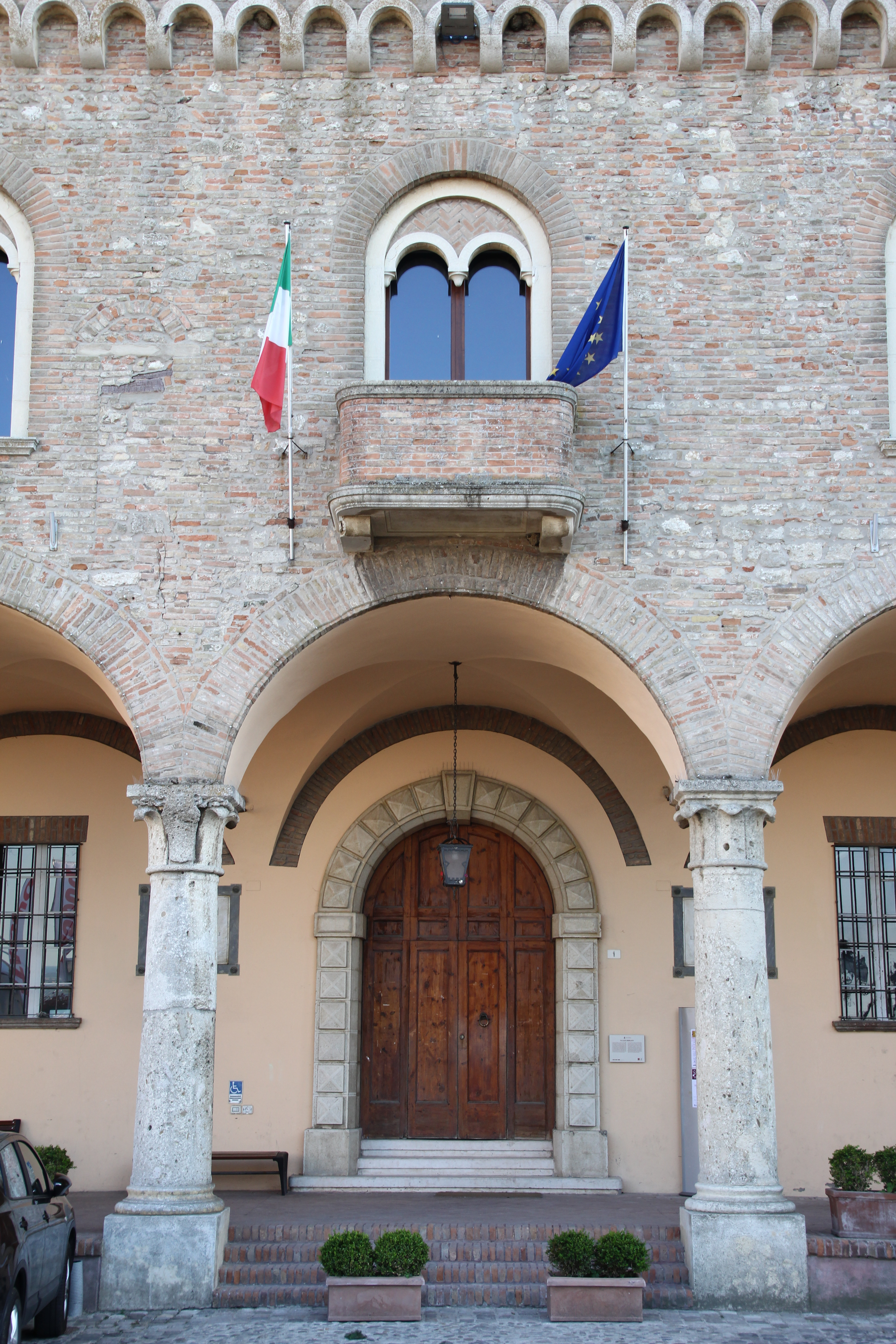
L'ingresso
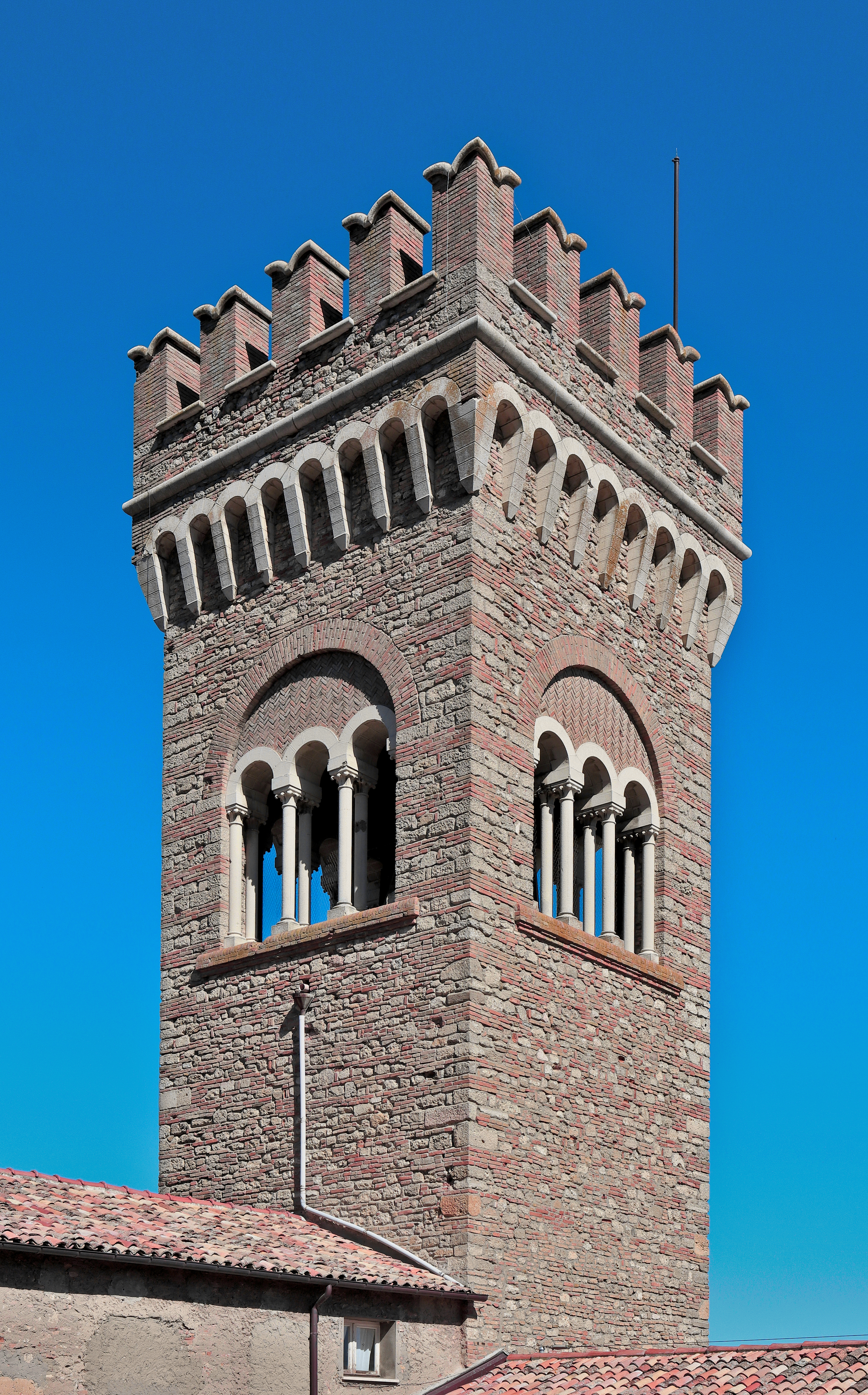
La torre dell'orologio
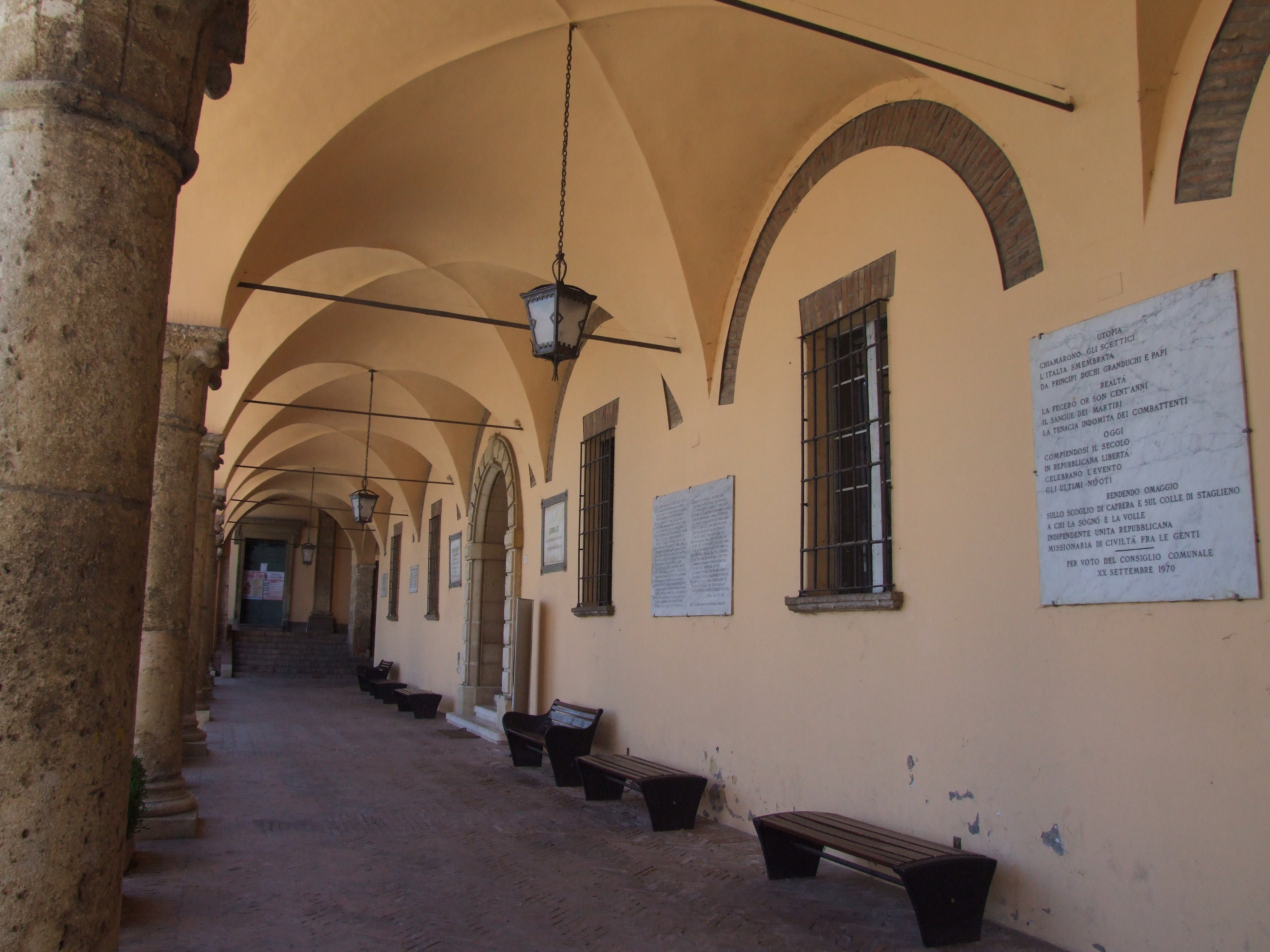
Il portico
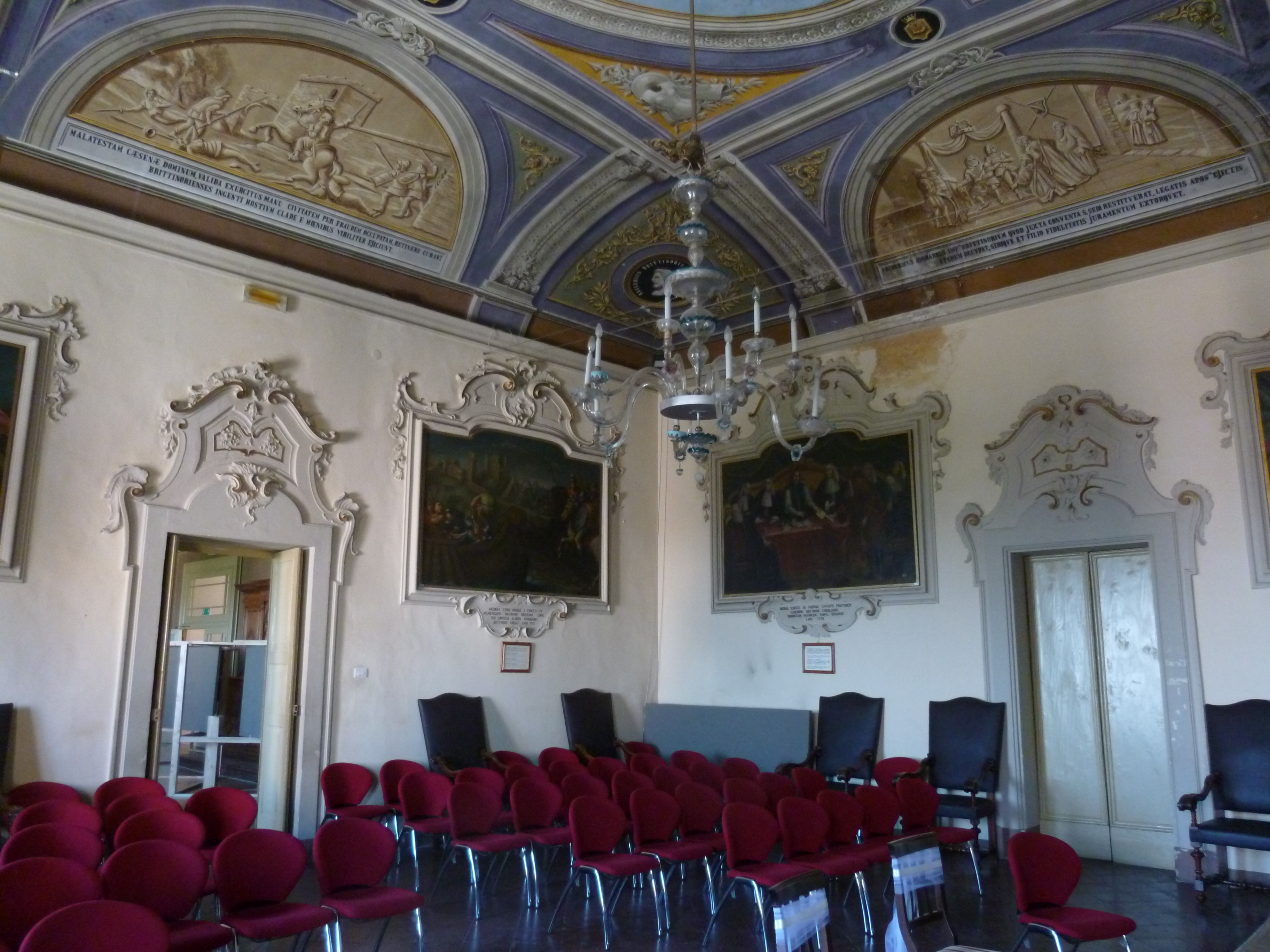
La Sala Nobile o Sala dei Quadri